# 森本秀二
森本 秀二（もりもと ひでじ、1896年〈明治29年〉1月 - 没年不明）は、日本の実業家。日本鉄線鋼索常務取締役。日本人絹機製造取締役。乾汽船監査役。

## 人物
兵庫県人、西宮酒造社長・森本甚兵衛の四男。森本甚兵衛の養弟。会社の重役であった。住所は兵庫県西宮市堀切町。

## 家族・親族
森本家
- 妻・縫子（1902年 - ?、和歌山、森田逸平の妹）[1][2]
- 長女、二女、三女、四女[1]